# جون نوريس
جون نوريس هو ناشر كندي، ولد في 9 يونيو 1934، وتوفي في 31 يناير 2010 في تورونتو في كندا.